# Gravity (album James Brown)
Gravity è il cinquantatreesimo album in studio del cantante statunitense James Brown, pubblicato nel 1986.

## Tracce
1. Gravity (Dan Hartman, Charlie Midnight) – 5:58
2. Let's Get Personal (Hartman, Midnight, Alison Moyet) – 4:29
3. How Do You Stop (Hartman, Midnight) – 4:49
4. Turn Me Loose, I'm Dr. Feelgood (Hartman, Midnight) – 3:09
5. Living in America (Hartman, Midnight) – 5:58
6. Goliath (Hartman, Midnight) – 6:14
7. Repeat the Beat (Faith) (Hartman, Midnight) – 4:20
8. Return to Me (Hartman, Midnight) – 4:39